# Scilla luciliae
Scilla luciliae és una espècie de planta amb flors del gènere Scilla dins la família de les asparagàcies (Asparagaceae), nativa de Turquia.

## Descripció
És una planta herbàcia perenne i vivaç, amb bulb ovoide de fins a 2 cm de diàmetre. Les fulles són linears d'entre 7 i 20 cm de llargària i es presenten en un nombre que va se dues a quatre. Les flors són blaves amb el centre blanc, amb sis tèpals que acaben formant un tub curt. S'agrupen en una inflorescència, l'escap pot atènyer els 10 cm i els pedicels 3 cm. El fruit és una càpsula.

## Taxonomia
Aquesta espècie va ser publicada per primer cop l'any 1844 sota el nom de Chionodoxa luciliae a l'obra Diagnoses Plantarum Orientalium novarum del botànic suís Pierre Edmond Boissier (1810-1885). Posteriorment, l'any 1971, el botànic austríac Franz Speta (1941–2015) va moure el tàxon al gènere Scilla, prenent el nom actual.

### Sinònims
Els següents noms científics són sinònims de Scilla luciliae:
- Sinònims homotípics

- Chionodoxa luciliae Boiss.

- Sinònims heterotípics

- Chionodoxa gigantea Whittall
- Chionodoxa grandiflora Wore ex Wilks & Weather
- Chionodoxa luciliae var. alba M.C.Sedgw. & R.Cameron
- Chionodoxa luciliae var. allenii W.Watson
- Chionodoxa luciliae var. gigantea M.C.Sedgw. & R.Cameron